# Hostal La Florida
L'Hostal La Florida és un edifici del municipi de Llançà (Alt Empordà), inclòs en l'Inventari del Patrimoni Arquitectònic de Catalunya.

## Descripció
L'hostal és situat dins del nucli urbà de la població de Llançà, al sud-est del centre històric de la vila, que està situat a la banda sud-oest del terme, formant cantonada entre els carrers de Floridablanca i del Migdia.
Es tracta d'un edifici cantoner de grans dimensions format per cinc grans cossos adossats, que li confereixen una planta irregular, amb el cos original situat a l'extrem de ponent del conjunt. Presenta la coberta de teula de dues vessants i està distribuït en planta baixa i pis.

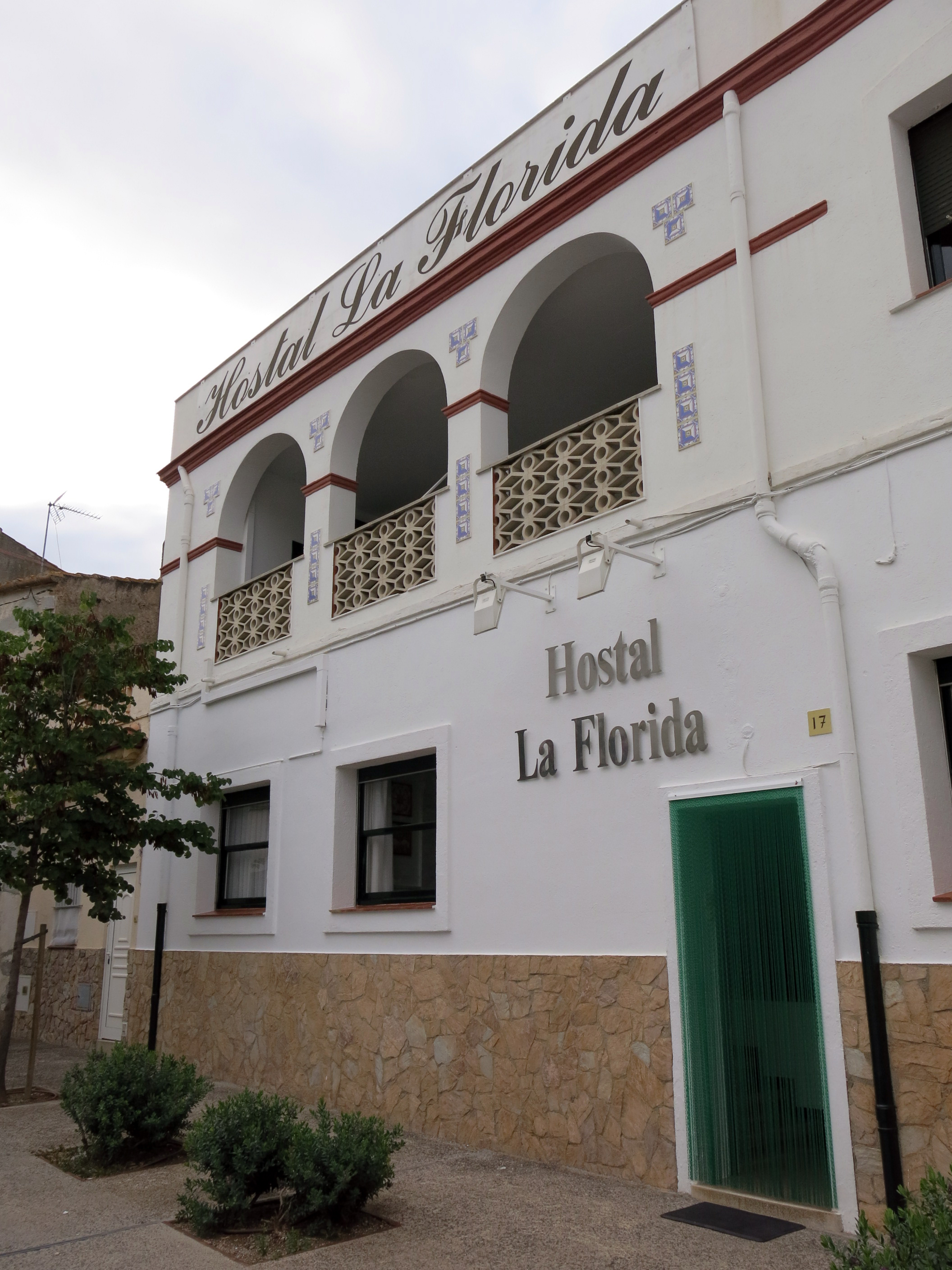
Façana principal, al carrer de Floridablanca

La façana principal, orientada al carrer de Floridablanca, presenta obertures rectangulars amb els emmarcaments arrebossats a la planta baixa. Al pis hi ha una galeria oberta d'arcs de mig punt, amb les impostes destacades, barana de gelosia i rajoles vidrades decorades. A l'extrem de llevant del parament, el cos que marca el punt d'inflexió de la façana presenta una obertura circular al pis i rajoles vidrades decorades a la part superior del parament.
La façana posterior, al carrer del Migdia, conserva tres portals d'accés a l'interior bastits amb carreus de pedra ben desbastats, que formen part de la construcció original. La porta principal és d'arc de mig punt i presenta la data «1870» gravada a la clau. Els altres dos portals, de mida més gran, són d'arc rebaixat.

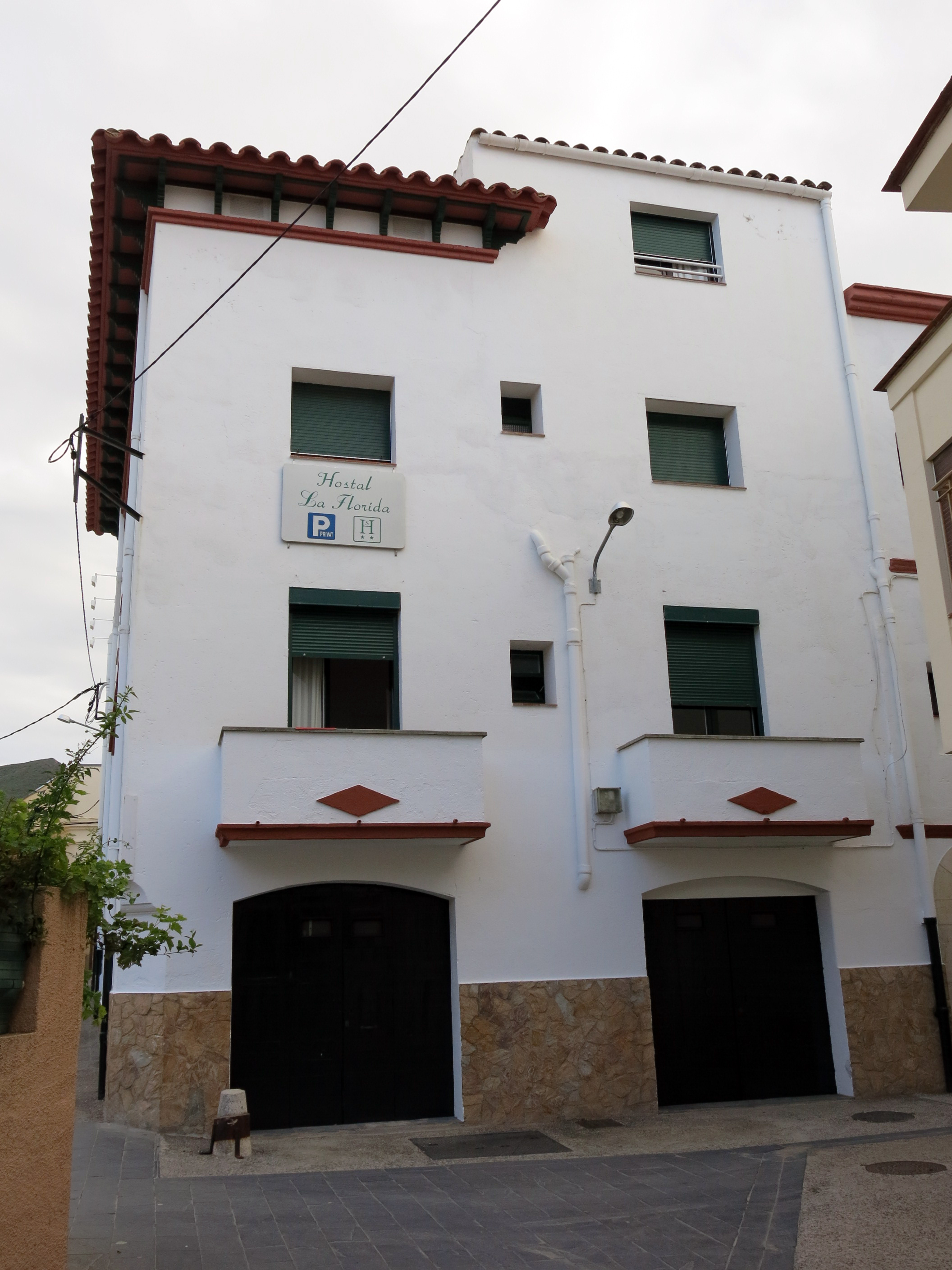
Façana que dona al carrer del Migdia

La resta de cossos que conformen la construcció, situats a llevant, tenen les cobertes d'una, dues i quatre vessants de teula, amb terrasses intermèdies i un terrat a la cantonada sud-est. Estan distribuïts en planta baixa i dos pisos i presenten obertures rectangulars a la planta baixa i a la façana de tramuntana. Als pisos superiors hi ha una galeria d'arcs de mig punt amb l'emmarcament arrebossat, al primer pis, i una filada de finestres de punt rodó, a la segona planta.
La construcció està arrebossada i emblanquinada.

## Història
Llançà, de la mateixa manera que la resta de l'Alt Empordà, va experimentar una enorme prosperitat gràcies a la producció i exportació del vi. Això va provocar un gran increment de la població, que va créixer extramurs. Aquest edifici està situat fora del nucli originari emmurallat de Llançà. Els atacs de la fil·loxera van provocar un gran desastre en el camp i en el principal motor econòmic de la comarca. La situació es va redreçar gràcies a la introducció de ceps de vinya americans, que tenen millor resistència.
És a partir de la segona meitat del segle XX quan el turisme va esdevenir una font primordial d'ingressos, que provoca l'aparició de multitud d'establiments destinats a l'hoteleria. Aquesta casa va ser construïda a la darrera meitat del segle xix, tal com ho testimonia la data incisa a la llinda, on hom pot llegir l'any 1870. Posteriorment es va reconvertir en hostal, funció que encara manté.

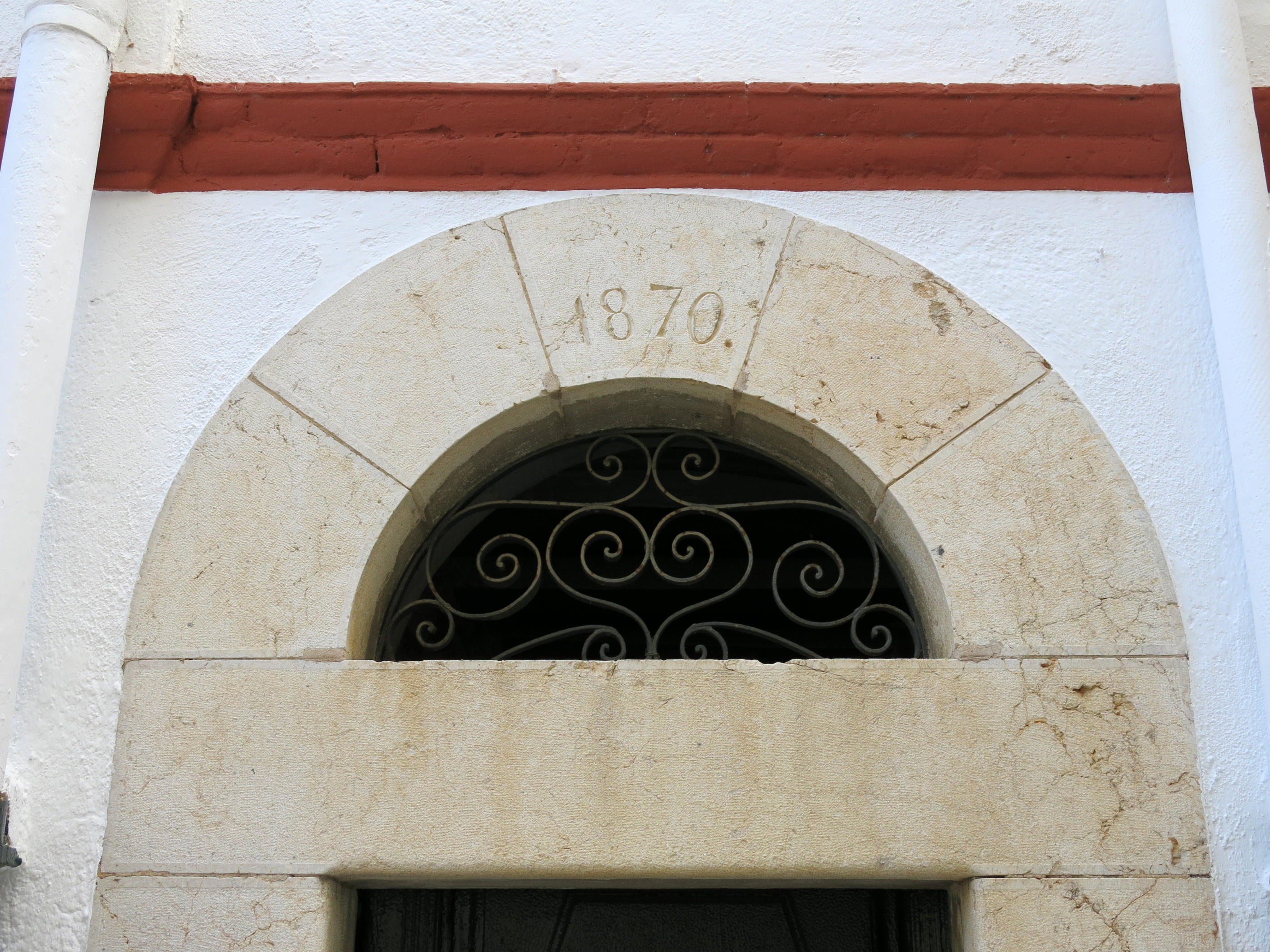
Llinda amb la data de construcció, a la façana posterior
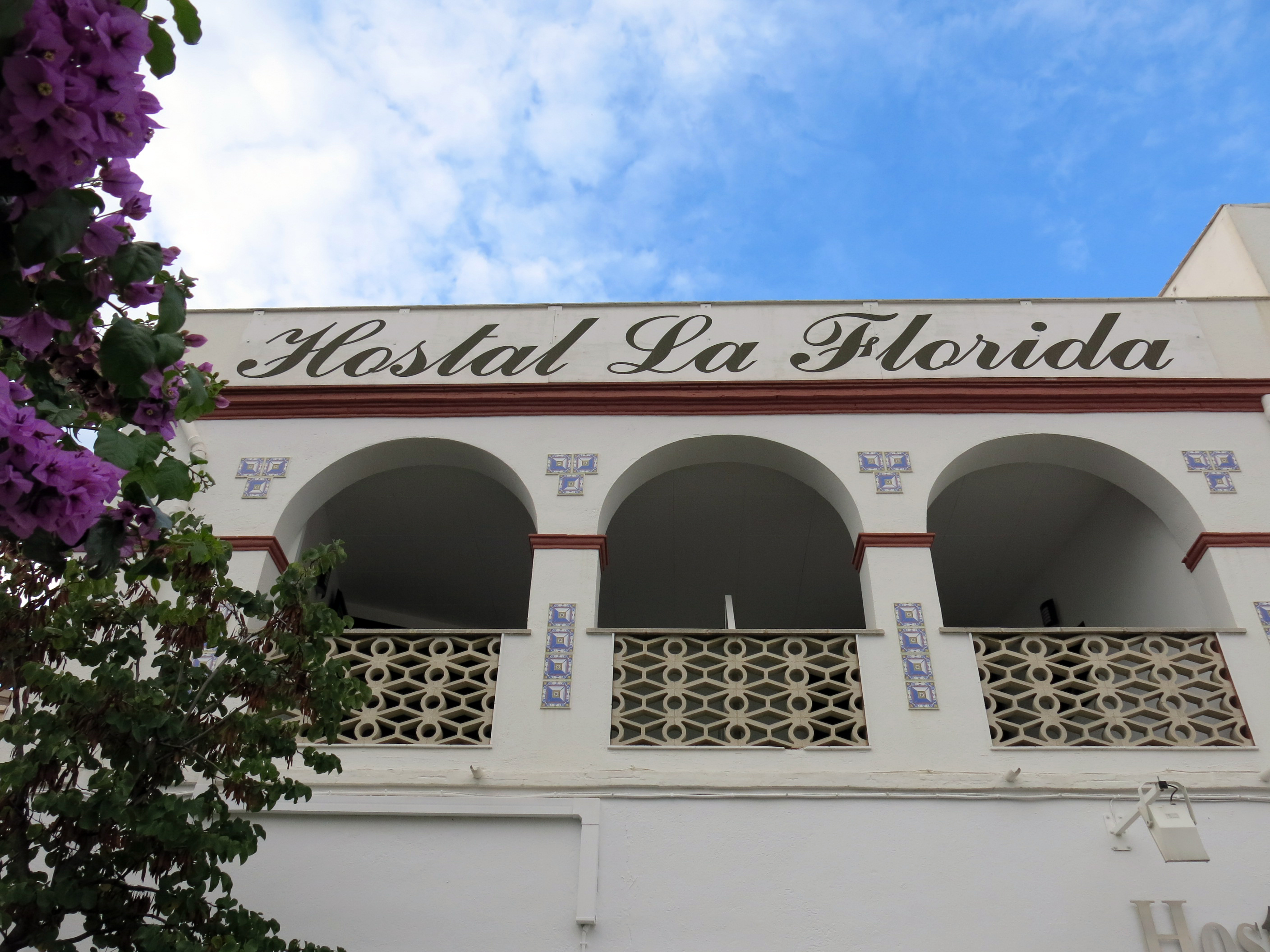
Galeria d'arcs de la façana principal
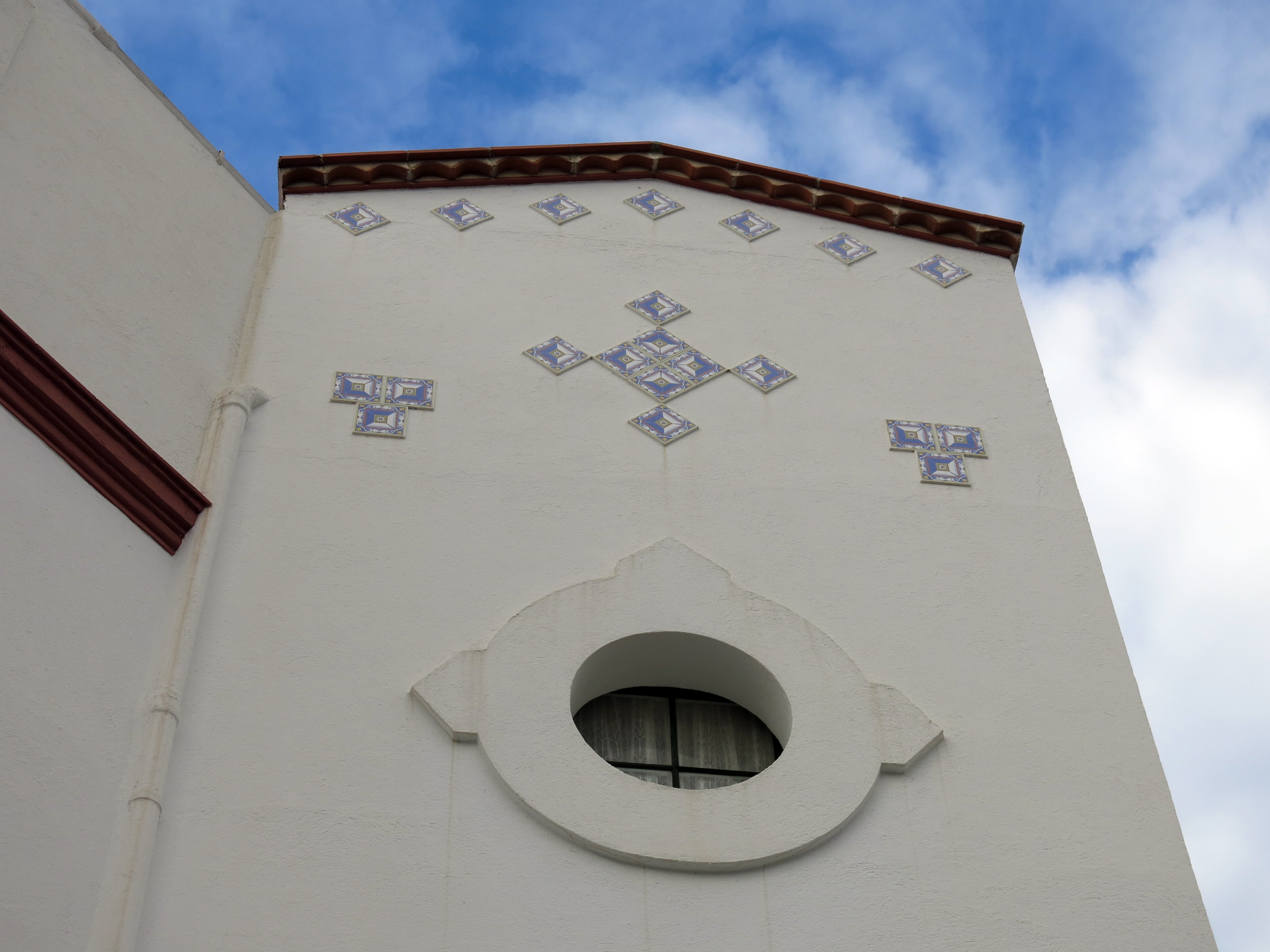
Detall de la decoració ceràmica de la façana principal